# Bahaba chaptis
Bahaba chaptis är en fiskart som först beskrevs av Hamilton 1822.  Bahaba chaptis ingår i släktet Bahaba och familjen havsgösfiskar. IUCN kategoriserar arten globalt som otillräckligt studerad. Inga underarter finns listade.